# Johann August Schlettwein
Johann August Schlettwein (ur. 8 sierpnia 1731 w Großobringen, zm. 24 kwietnia 1802 w Brunn) – niemiecki fizjokrata, uważany za pierwszego autora, który wprowadził do obiegu naukowego wyrażenie samorząd" (Selbstverwaltung). Jego najważniejsze dzieło to "Grundfeste der Staaten oder die politische Oekonomie" z 1779 roku.
Interesował się logiką, teologią i metafizyką. Ukończył studia na uniwersytecie w Jenie, a w 1763 został sprowadzony na dwór badeński Karola Fryderyka celem zreformowania majątków ziemskich w duchu fizjokratyzmu. Popadł jednak w konflikt z dworem i arystokracją, i został zwolniony w 1773 roku. W 1774 roku pojechał do Wiednia na dwór Józefa II zamierzając zainteresować przyszłego cesarza ideami fizjokratyzmu. Starał się też bez powodzenia o etat na uniwersytecie w Bazylei i wydał polemiczną broszurę względem „Cierpień młodego Wertera” Goethego. W 1777 otrzymał z polecenia szwajcarskiego filozofa Isaaka Iselina funkcję dziekana wydziału ekonomicznego uniwersytetu w Gießen. Złożył stanowisko w 1785 roku wskutek różnic ze swoimi przełożonymi wraz z landgrafem heskim Ludwikiem IX, a także wskutek odejścia z urzędu przychylnego mu pierwszego ministra Friedricha Karla von Mosera. Przeniósł się do posiadłości swojej żony w Meklemburgii, ale z czasem rozstał się z nią i przyjął powołanie na wykładowcę uniwersytetu w Greifswald. W 1797 roku bezskutecznie usiłował nawiązać korespondencję z Kantem. Zmarł w osamotnieniu w 1802 roku.